# Marian Berkowicz
Marian Berkowicz (ur. 12 września 1935 w Lisowie, zm. 20 grudnia 2012 w Stalowej Woli) – polski poeta.
Ukończył technikum mechaniczne. Był kreślarzem, kierownikiem budowy oraz sztygarem zmianowym w kopalni Jeziórka koło Tarnobrzega. Pracował w Hucie Stalowa Wola i Siarkopolu w Tarnobrzegu.
Debiutował w 1960 na łamach czasopisma „Nowa Wieś” jako poeta. Był współzałożycielem rzeszowskiego Korespondencyjnego Klubu Młodych Pisarzy, który przekształcił się w Korespondencyjny Klub Młodych Pisarzy „Gwoźnica”. Publikował w almanachach i czasopismach literackich. Był członkiem Stowarzyszenia Literackiego „Witryna” w Stalowej Woli oraz Związku Literatów Polskich w Rzeszowie.
Jest laureatem m.in.: Złotego Pióra Związku Literatów Polskich w Rzeszowie (1998), Literackiej Nagrody Miasta Stalowa Wola „Gałązka Sosny” (2000 i 2011). Został także odznaczony Srebrnym i Złotym Krzyżem Zasługi.
Został pochowany na Cmentarzu Komunalnym w Stalowej Woli (lokalizacja grobu: XL/D/15).

## Zbiory wierszy
- Świątki przydrożne (1983)
- Aby świat stał się przejezdny (1988)
- Mijając przykre (1993)
- Ptaki lecą do łagodności (1993)
- Gehenna bardziej się nachyla (1998)
- Świat z nadziei (1999)
- Dłuższa podróż (2000)
- Pamięć w oku (2003)
- Podszepty żądzy (2004)
- Nawiązania (2006)
- Motywy (2008)
- Wymóg czasu (2009)
- 89 (wybór wierszy) (Stalowa Wola 2010)
- Deficyt sensu (Stalowa Wola 2010)
- Widoczne słowo (Stalowa Wola 2011)
- Odczuwanie (Stalowa Wola 2012)
- Pozory codzienności (Stalowa Wola 2014) - wydany pośmiertnie przez przyjaciół z "Witryny".